# كاثرين بيرتين
كاثرين بيرتين (من مواليد 11 مايو 1975) هي راكبة دراجات سباق في سانت كيتس ونيفيس، ومؤلفة، وناشطة، وصانعة أفلام، ومتزلجة فنية سابقة ورياضية ثلاثية محترفة. أصبحت محترفة في سباق الطريق للسيدات في بطولة العالم لسباق الدراجات على الطريق في عام 2012 وتسابقت في فرق الجولة العالمية حتى عام 2017. وتنافست بيرتين في ثمان من بطولات العالم لسباق الدراجات على الطريق، وفازت بثلاثة ألقاب في بطولة الكاريبي وستة ألقاب في بطولة سانت كيتس ونيفيس الوطنية.
اشتهرت بنشاطها في تقديم الالتماس إلى منظمي سباق فرنسا للدراجات، منظمة أموري الرياضية، لإطلاق سباق فرنسا للدراجات للسيدات.

## حياتها الشخصية
ولدت بيرتين في برونكسفيل، نيويورك. بعد طفولة رياضية، شاركت بدورة طواف فرنسا بعمر 23 عامًا، وظهرت في عروض التزلج على الجليد بما في ذلك كبسولات الجليد وعطلة على الجليد. تلقت تعليمها الجامعي في جامعة كولجيت، حيث تنافست في الجري والتجديف عبر البلاد إلى جانب التزلج. بعد التخرج، أمضت عامًا في السفر ومتابعة مسيرتها المهنية في التزلج، قبل أن تعود إلى التعليم للحصول على درجة الماجستير في الفنون الجميلة في جامعة أريزونا.
أثناء وجودها في أريزونا بدأت المنافسة في رياضة الترياتلون، وقضت في النهاية ثلاث سنوات كمحترفة في هذه الرياضة. نُشر كتابها الأول في عام 2003، وهو عبارة عن مذكرات عن طفولتها الرياضية ومسيرتها المهنية في التزلج على الجليد. بحلول عام 2005، كان بيرتين لاعبًا محترفًا في رياضة سباق ثلاثي، لكن ذلك لم يكن مستدامًا من الناحية المالية.
في عام 2006، بدأت العمل مع إي إس بي إن في مشروع لنقلها إلى الألعاب الأولمبية. كانت الفكرة هي معرفة ما إذا كانت "رياضية موهوبة بشكل جيد ولكنها ليست موهوبة بأي حال من الأحوال" يمكنها الوصول إلى دورة الألعاب الأولمبية الصيفية لعام 2008 في بكين. بعد تجربة العديد من الألعاب الرياضية بما في ذلك كرة اليد والسباحة في المياه المفتوحة والخماسي الحديث، اختارت ركوب الدراجات على الطرق. في يناير 2007، حصلت على جنسية سانت كيتس ونيفيس لتحسين فرصها في الاختيار للمشاركة في الألعاب الأولمبية، بعد فشلها في الانضمام إلى منتخب الولايات المتحدة. لم يتم اختيار بيرتين للمشاركة في الألعاب الأولمبية، لكنه استمر في المنافسة كدراج لصالح سانت كيتس ونيفيس، وفاز بسباق الطريق الوطني وبطولة اختبار الزمن ثلاث مرات بين عامي 2009 و2011.
بعد تجربة عدم المساواة بين الجنسين في الرياضة، أصبحت بيرتين ناشطة في مجال ركوب الدراجات للسيدات. شعرت بيرتين بالإحباط بسبب عدم وجود "سباق فرنسا للدراجات" رسميًا للسيدات، وكتبت إلى منظمي السباق منظمة أموري الرياضية (ASO) مع خطة عمل حول كيفية إنشاء مثل هذا السباق. لم تتلقي أي رد.
استمرت مسيرتها في ركوب الدراجات، مع أول عقد احترافي لها مع فريق كولافيتا في عام 2012. كما بدأت العمل على فيلم وثائقي عن ركوب الدراجات للسيدات، وأجرت مقابلات مع الأعضاء الرئيسيين في البيلوتون، وسألتهم عن عدم المساواة في ركوب الدراجات للسيدات. أوضحت بيرتين لاحقًا أن الهيئة الإدارية تجاهلت نشاطها، وأن الفرق طلبت منها التزام الصمت بشأن هذه القضية.
في عام 2013، شكلت بيرتين والفارسة الهولندية ماريان فوس، والفارسة الإنجليزية إيما بولي والرياضة الثلاثية كريسي ويلينغتون مجموعة ناشطة تسمى لو تور إنتير ("الجولة بأكملها")، لتقديم التماس إلى منظمة أموري الرياضية لإطلاق سباق فرنسا للدراجات للسيدات. نشر بيان وتلقي أكثر من 100000 توقيع. في أكتوبر 2013، التقت المجموعة مع منظمة أموري الرياضية للعمل على كيفية إدراج سباق للسيدات في الجولة.
في أبريل 2014، صدر فيلمها الوثائقي "نصف الطريق" عن ركوب الدراجات للسيدات. في يوليو 2014، نظمت النسخة الأولى منلا كورس من لو تور دو فرانس في شارع الشانزلزيه في باريس، قبل المرحلة النهائية من سباق فرنسا للدراجات 2014. رحب بـ لا كورس، من قبل بيلتون للمحترفين ووسائل الإعلام والناشطين، مع الإشادة ببيرتين لكونه "المحفز" وراء الدفع نحو السباق. تسابق بيرتين مع ويغل هوندا في عام 2014، حيث أخذ خط البداية في شارع الشانزلزيه.
انضمت بيرتين إلى شركةبي ام دبليو ف / ب هابي توث دنتالفي عام 2015، حيث ظهرت لأول مرة مع الفريق في دراج سباق الجائزة الكبرى دي جاتينو في يونيو من ذلك العام. في نوفمبر 2015، إعلن عنها كجزء من فريقسيلانس برو للدراجات لموسم 2016. واصلت بيرتين انتقاد الهيئة الإدارية لركوب الدراجات ومنظمي السباق، معربًا عن خيبة أمله لأن لا كورس لم يتطور إلى سباق متعدد المراحل. في عام 2017، تقاعدت من السباق الاحترافي، وأنشأت مؤسسة هومستريتش، التي تساعد الرياضيات المحترفات اللاتي يعانين من فجوة الأجور بين الجنسين. نُشر كتابها الرابع، مذكرات عن النشاط، في فبراير 2021.
واصلت بيرتين نشاطها من أجل ركوب الدراجات للسيدات، حيث عملت مع آخرين في بيلوتون المحترفين للضغط من أجل الحد الأدنى للأجور لراكبي الدراجات المحترفين، وتغطية تلفزيونية مباشرة أكبر والضغط المستمر من أجل سباق فرنسا للدراجات للسيدات. في عام 2021، أعلنت منظمة أموري الرياضية أن سباق فرنسا للدراجات للسيدات سيقام على مدار 8 أيام في يوليو 2022. وقد قوبل هذا الإعلان بإشادة وسائل الإعلام والبيلوتون والناشطين بما في ذلك بيرتين. لقد حذرت من أن سباق السيدات سيكون أقصر بكثير من سباق الرجال، مع جوائز مالية وتغطية تلفزيونية أقل.